# Любіцева Ольга Олександрівна
Любіцева Ольга Олександрівна (13 травня 1953 року) — український соціогеограф, туризмолог, одна із засновників туристичної освіти в Україні, доктор географічних наук, професор, завідувач кафедри країнознавства та туризму географічного факультету Київського національного університету імені Тараса Шевченка.

## Біографія
Народилась 13 травня 1953 року в Мінську (Білорусь) і вже 1954 р. сім`я переїхала до Києва. Закінчила 1977 року географічний факультет Київського університету.
Кандидатська дисертація «Територіальна організація галузевого комплексу сфери послуг (на прикладі автотехобслуговування в Українській РСР)»  була захищена в травні 1985 р. під науковим керівництвом доцента (потім професора) С.І.Іщука. Це була одна з перших наукових робіт з географії сфери обслуговування в Україні.
У Київському університеті працює з 1977 року - інженером, молодшим науковим співробітником науково-дослідної частини географічного факультету, з 1992 року викладає на кафедрі країнознавства та туризму Київського університету - асистент, доцент, професор.
З початку 1990-х Любіцева О.О. почала розвивати в Україні напрямок з географії культури (з того часу на географічному факультеті нею викладається авторський курс під такою назвою) і географії релігії. У 1998 р. був виданий навчальний посібник з географії релігії (у співавторстві), який на Першому Всеукраїнському конкурсі на новий український підручник, який проводився Міжнародним фондом «Відродження», отримав ІІ премію і тривалий час залишався єдиним на теренах тодішньої СНД.
Але все більше сфера наукових і професійних інтересів схилялась до туристичної проблематики, оскільки з 1990 року на кафедрі країнознавства і туризму, першій в Україні, розпочалась підготовка кадрів для сфери туризму, яка потребувала розробки наукового підгрунтя. Розвиток туризмології як системи знань про туризм, міждисциплінарного напряму з дослідження туризму як суспільного феномену в багатоманітності його соціально-економічних проявів, став визначальним у науковому доробку О.О.Любіцевої. Узагальненням нових знань в галузі географії рекреації і туризму, з туризмології стала докторська дисертація на тему «Геопросторова організація туристичного процесу», захищена 2003 року. Підготовлена за цією проблематикою монографія «Ринок туристичних послуг (геопросторовий аспект)» (2003 р.) і навчальний посібник з такою ж назвою стали одними з  перших видань з туризму в країні.
З 2006 року - завідувач кафедри країнознавства та туризму.
У 2007 р. за ініціативи проф. Любіцевої О.О. у Київському національному університеті імені Тараса Шевченка при кафедрі країнознавства та туризму був заснований збірник наукових праць «Географія і туризм», який увійшов до переліку фахових видань з географії.
Голова профбюро географічного факультету з 1995 року.
Член 2 спеціалізованих вчених рад із захисту дисертацій: у Київському університеті та Інституті географії НАН України. Під її керівництвом захищені одна докторська і десять кандидатських дисертацій.
Діяльність О.О.Любіцевої зосереджена на розвитку фахової туристичної освіти в Україні. З початку 2000-х років була експертом і членом Державної акредитаційної комісії України. Вона є членом робочих груп з розробки стандартів вищої освіти в галузі туризму починаючи з 2004 року. З 2016 року - голова підкомісії з туризму Науково-методичної ради Міністерства освіти і науки України, а з 2019 року - голова науково-методичної комісії №13 з транспорту і сервісу і керівник підкомісії з розробки державного освітнього стандарту спеціальності 242 «Туризм» Міністерства освіти інауки України.

## Нагороди і відзнаки
Грамоти та почесні грамоти Київського національного університету імені Тараса Шевченка, Диплом Київського національного університету імені Тараса Шевченка «Кращій викладач 2012/2013 навчального року», Диплом Лауреата премії імені Тараса Шевченка Київського національного університету імені Тараса Шевченка (2019 р.), грамоти Державної Служби Туризму і Курортів України, подяки Наукового Центру Розвитку Туризму Міністерства культури і туризму України, Почесна грамота Президії спілки жінок України (2009 р.), Медаль Ярослава Мудрого Академії наук вищої освіти України (2016), Медаль ім. Святого Володимира Академії наук вищої освіти України (2018), Медаль ім. Миколи Івановича Дубини Академії наук вищої освіти України (2019), грамоти Київської міської організації профспілки працівників освіти і науки України (2008, 2016), Подяка Київської міської державної адміністрації (2010), Почесна грамота Міністерства освіти і науки України, Почесний працівник туризму України (2004), Відмінник освіти України (2010), Заслужений працівник освіти України (2014), Нагрудний знак МОН України «За наукові та освітні досягнення» (2019), Орден княгині Ольги ІІІ ступеня (2019).

## Наукові праці
Фахівець з проблем туризмології, соціальної географії, зокрема географії туризму, послуг, культури та релігії. Автор близько 300 наукових праць, в т.ч. 21 монографії, 25 підручників та навчальних посібників. Основні праці:
1. Ринок туристичних послуг (геопросторові аспекти): Монографія. — К., 2002. [Архівовано 4 січня 2012 у Wayback Machine.]
2. Ринок туристичних послуг: Навч. посіб. — К., 2003 (2006, 2009).
3. Методика розробки турів. — К., 2003 (2008). [Архівовано 4 січня 2012 у Wayback Machine.]
4. Туристичне країнознавство: країни-лідери туризму / Заг. ред. проф. О. О. Любіцевої. — К., 2008 (у співавт.).
5. Географія релігій. — К., 1998 (у співавт.).
6. Туристичні ресурси України: Навч. посіб. — К., 2007 (у співавт.)
7. Туризмознавство: вступ до фаху: Навч. посіб. — К., 2008 (у співавт.) [Архівовано 4 березня 2016 у Wayback Machine.]
8. Паломництво та релігійний туризм: Навч. посіб. — К., 2011 (у співавт.)
9. The Geography of Tourism of Central and Eastern European Countries. Second Edition. – Wroclaw, Poland, Springer, 2017 (у співавт.)
10. Географічне країнознавство: підручник / Я.Б.Олійник, Б.П.Яценко, О.О.Любіцева; за наук.ред. проф.. Я.Б.Олійника, Б.П.Яценка. – К.: ВПЦ»Київський університет», 2015.- 911 с. (у співавт.)
11. Туристичне краєзнавство: Канівщина [Навчальний посібник] / за заг.ред проф. Любіцевої О.О. – К.: вид. ТОВ «Альфа-ПІК», 2017. -194 с. (у співавт.)
12. Країни – лідери туризму [навч.посібн. ]/О.О.Любіцева та ін.; за наук.ред проф. Любіцевої О.О. - К.: вид. «Альфа-ПІК», 2019. - 382 с. (у співавт.)